# Kloksein

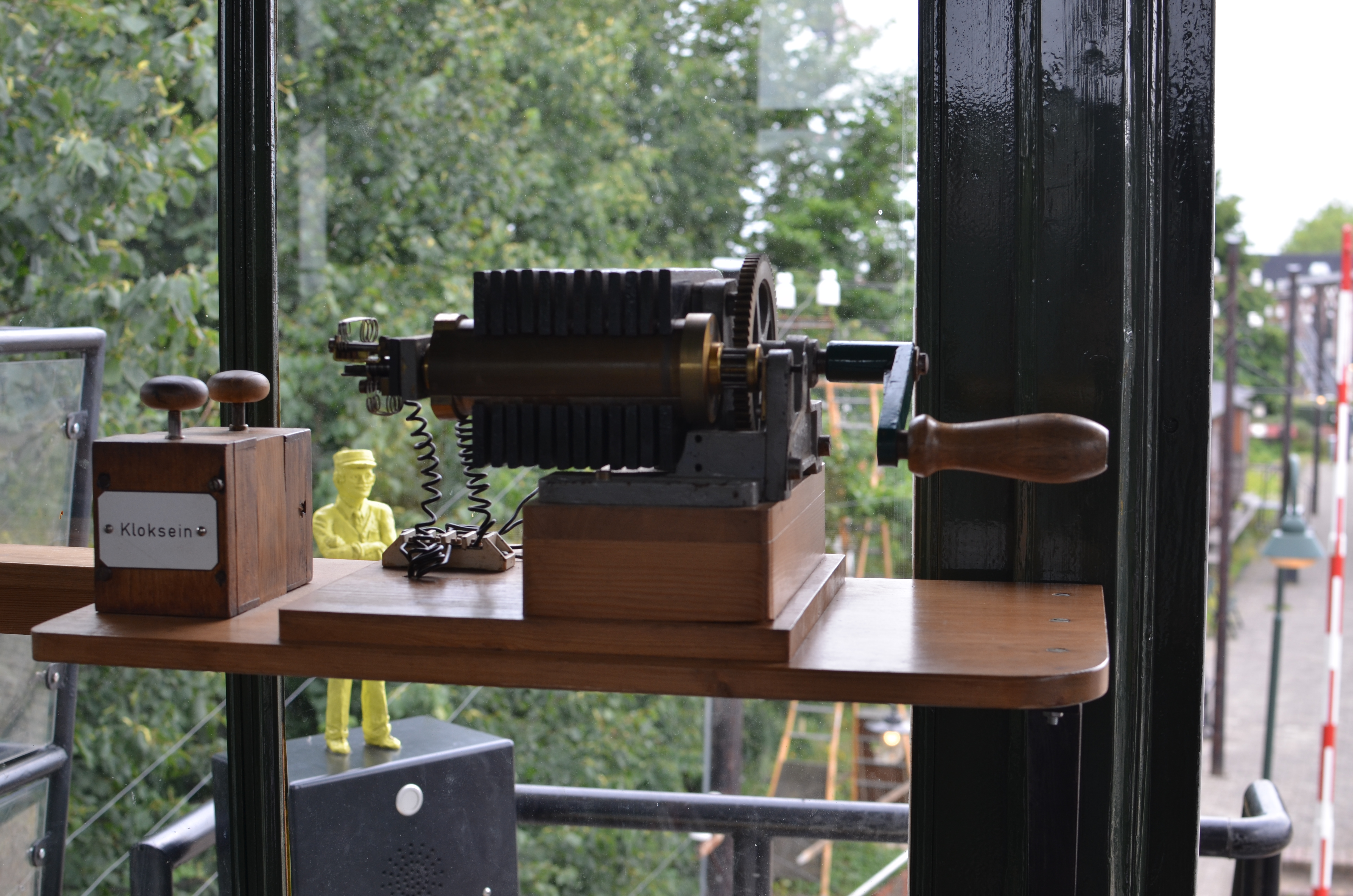
Een seinklok in het gerestaureerde seinhuis in het Spoorwegmuseum

Een kloksein is het belgeluid dat door een seinklok wordt gegenereerd bij een naderende trein.
De overwegwachter werd vroeger voor een naderende trein gewaarschuwd door een belsignaal van een seinklok (overwegklok). Hij wist dan dat hij de bomen of rolhekken moest sluiten.
De seinklokken waren voorzien van een mechanisch slagwerk, dat elektrisch op afstand in werking werd gesteld. Een paar keer per dag moest de wachter het mechanisme weer opwinden.
Op sommige museumlijnen zijn klokseinen aanwezig en soms ook echt in gebruik.

## Bron
1. ↑  Seinklok in Het Spoorwegmuseum Utrecht